# Tiera Skovbye
Tiera Skovbye (née le 6 mai 1995) est une actrice canadienne. Elle est connue pour ses débuts dans la télévision, notamment dans The Unauthorized Saved by the Bell Story (en) où elle incarne le rôle d'Elizabeth Berkley.

## Biographie
Tiera Skovboye est née le 6 mai 1995 à Vancouver, Canada. Elle vient d'un milieu scandinave et la plupart de sa famille réside en Suède et au Danemark. Elle a une petite sœur, Alissa « Ali » Skovboye, elle aussi actrice.

### Vie privée
Elle est en couple avec Jameson Parker, un producteur depuis 2015. Elles se sont fiancés le 14 août 2017.

## Carrière
Tiera Skovbye débute à la télévision en 2007 lors d'un épisode Painkiller Jane. L'année suivante, elle fait une première apparition dans Supernatural et une seconde en 2013.
En 2010, elle joue dans les séries The Troop et L'Heure de la peur ainsi que le téléfilm Piège en haute-couture.
En 2012, elle joue pour la première fois au cinéma dans le film de Patricia Riggen : Girls Attitude : Modes d'emploi avec Eva Mendes et Patricia Arquette.
En 2015, elle joue aux côtés de Kirsten Zien dans Even Lambs Have Teeth et dans un épisode d'Arrow et Minority Report.
En 2017, elle rejoint la distribution récurrente de Riverdale, une série adaptée des personnages de comics du célèbre éditeur Archie Comics, pour interpréter Polly Cooper, la sœur de Elizabeth « Betty » Cooper joué par Lili Reinhart. Elle est diffusée depuis le 26 janvier 2017 sur le réseau The CW et aussi sur Netflix. Cette même année, elle intègre le casting de la dernière saison de Once Upon a Time pour interpréter Robin / Margot.
En 2018, elle est à l'affiche de 3 films : Midnight Sun (avec Bella Thorne et Patrick Schwarzenegger), The Miracle Season (avec Erin Moriarty, Helen Hunt et William Hurt) et Summer of 84.
Le 14 juin 2018, elle a accepté de jouer Sam l'un des rôles principaux du film dramatico-romantique 2 Hearts réalisé et produit par Lance Hool aux côtés de Jacob Elordi, Adan Canto et Radha Mitchell. Le film est basé sur les histoires vraies de Christopher Mark Gregory et de Leslie et Jorge Bacardi, de la célèbre société familiale du rhum Bacardí.

## Filmographie

### Cinéma
- 2012 : Girls Attitude : Modes d'emploi (Girl in Progress) de Patricia Riggen : Jezabel
- 2015 : Even Lambs Have Teeth de Terry Miles : Katie
- 2017 : Prodigals de Michelle Ouellet : Renee
- 2018 : Midnight Sun de Scott Speer : Zoe Carmichael
- 2018 : The Miracle Season de Sean McNamara : Brie
- 2018 : Summer of 84 de François Simard, Anouk et Yoann-Karl Whissell : Nikki Kaszuba
- 2020 : 2 Hearts de Lance Hool : Sam

### Courts-métrages
- 2005 : 24/7 de Kelly-Ruth Mercier : Une jeune fille
- 2008 : The Lottery de Matt Drake et Matt McInnis : Nancy Hutchinson
- 2013 : Feint d'Alice Deegan : Emma
- 2013 : Rocketship Misfits de Matt McInnis : Une écolière
- 2016 : Oasis d'Aidan Kahn : Une fille
- 2019 : Downloaded d'Ollie Rankin : Lisa

### Télévision

#### Séries télévisées
- 2007 : Painkiller Jane : Jane, 10 ans
- 2007 : Kaya : Chris
- 2008 / 2013 : Supernatural : Honor / Bella jeune
- 2010 : The Troop : Darla Robinson
- 2010 / 2012 - 2013 : L'heure de la peur (R.L. Stine's The Haunting Hour) : Anna / Flynn
- 2012 : Wingin' It : Sarah
- 2013 : Spooksville : Daniela
- 2015 : Arrow : Madison Danforth
- 2015 : Minority Report : Agatha adolescente
- 2016 : Dead of Summer : Un été maudit (Dead of Summer) : Deb, 20 ans
- 2017 - : Riverdale : Polly Cooper
- 2017 - 2018 : Once Upon a Time : Robin / Margot
- 2020 : Dirty John (en) : Jeune

#### Téléfilms
- 2010 : Piège en haute-couture (Dead Lines) de Louis Bélanger : Spencer Fyne
- 2011 : Maman par intérim (Three Weeks, Three Kids) de Mark Jean : Alice Norton
- 2011 : Wishing Well de Sean Reycraft : Sam Turner
- 2013 : Forever 16 de George Mendeluk : Raven
- 2013 : Blink de Vera Herbert : Mia
- 2014 : The Unauthorized Saved by the Bell Story de Jason Lapeyre : Elizabeth Berkley
- 2014 : A Christmas Tail d'Elias Underhill : Olivia Burgin
- 2014 : Dernier Noël avant l'Apocalypse (Christmas Icetastrophe) de Jonathan Winfrey : Marley Crooge
- 2015 : Étudiante : Option escort (Sugar Babies) de Monika Mitchell : Tessa Bouillette
- 2015 : Liar, Liar, Vampire de Vince Marcello : Caitlyn Crisp
- 2015 : L'Aventure de Ouf de Mark et Russell (Mark & Russell's Wild Ride) de Jonathan A. Rosenbaum : Ashley
- 2016 : Le Déshonneur de ma fille (My Daughter's Disgrace) de Monika Mitchell : Peyton Harris
- 2016 : L'Héritage de Noël (Christmas Cookies) de James Head : Brooke
- 2017 : Secrets of My Stepdaughter de Jem Garrard : Rachel Kent
- 2017 : Je détruirai ta famille (One Small Indiscretion) de Lauro David Chartrand-DelValle : Elle Fawcett